# 10. јануар
10. јануар је десети дан у години у Грегоријанском календару. 355 дана (356 у преступним годинама) остаје у години после овог дана.

## Догађаји
- 49. п. н. е. — Гај Јулије Цезар изговорио је чувену реченицу »Alea iacta est« или у преводу „Коцка је бачена“ и прешао реку Рубикон, по једној варијанти данашња речица Фиумицино у горњој Италији, по другој Писатело код Равене, граница између Италије и Галије, што је означило ново раздобље у историји Римског царства, почео грађански рат против Помпеја и Сената који је завршен увођењем Цезарове диктатуре. Припадници републиканске опозиције су ипак убили Цезара 44. године пре нове ере.
- 1072 — Роберт Гуисцард осваја Палермо на Сицилији за Нормане.
- 1199 — На позив Вукана, намесника Зете, најстаријег сина Стефана Немање, папа Иноћентије III с којим је Вукан био у сродству, упутио је у Зету своје легате који су помагали у организовању црквеног живота.
- 1356 — На државном сабору у Нирнбергу прихваћен главни део Златне буле цара Карла IV, великог уставног закона немачке царевине.
- 1430 — Бургундски војвода Филип Добри установио је Орден златног руна, најпрестижнији и најскупљи витешки ред на свету.
- 1475 — Стефан III из Молдавије победио је Османско царство у бици код Васлуја
- 1776 — Објављен је памфлет Здрав разум Томаса Пејна у којем је осуђена британска управа над Тринаест колонија.
- 1791 — У близини Синсинатија током северозападног индијанског рата, почела је опсада Дунлапове станице.
- 1793 — Француз Жан Пјер Бланшар извео је први лет балоном изнад северноамеричког континента.
- 1810 — Француска црква поништила је брак Наполеона и Жозефине.
- 1863 — У Лондону отворена прва линија подземне железнице у свету.
- 1878 — Након постепеног освајања приморских градова, црногорска војска ослободила је Бар који је 307 година био под турском влашћу.
- 1882 — Почео је Херцеговачко-бокељски устанак Срба и муслимана против Аустроугарске. Народ, ионако оптерећен наметима, био је огорчен увођењем закона о војној обавези и мобилизацијом регрута. Устанак, који је потајно подржала Црна Гора, после неколико месеци Аустро-Угарска је сузбила устанак и завела оштрији полицијски режим у окупираној Босни и Херцеговини.
- 1889 — Француска успоставила протекторат над Обалом Слоноваче.
- 1899 — Народна скупштина Краљевине Србије изгласала право на двобој, чиме је Србија постала једина земља у Европи где је ова врста одбране части била дозвољена.
- 1916 — 
  - Први светски рат: У Ерзурум офанзиви, Русија поразила Отоманско царство.
  - Први светски рат: Након тродневних борби с црногорском војском, аустроугарске јединице пробиле су Ловћенски фронт, чиме су била отворена врата за њихов улазак у црногорску престоницу  Цетиње.
- 1920 — 
  - У Женеви изабрано веће Лиге народа које су чинили Француска, Италија, Јапан, Велика Британија. Касније чланице Већа постале Немачка и СССР. Творац организације био је амерички председник Вудро Вилсон, али идеја је наишла на највећи отпор баш у САД, које никада нису приступиле Друштву, док је СССР то учинио тек 1934, па је одсуство тих великих земаља ослабило његову снагу и учинило га неефикасним, нарочито у време италијанске агресије на Етиопију и агресивне спољне политике нацистичке Немачке уочи Другог светског рата. Због политичког неуспеха Друштво народа престало је да постоји 1939, мада је формално укинута 1946, када је у Лондону одржана прва седница Генералне скупштине Уједињених нација.
  - На снагу је ступио Версајски уговор којим је званично завршен Први светски рат.
- 1922 — Артур Грифит је постао први председник Ирске после стицања независности те земље од Велике Британије.
- 1923 — Литвански становници територије Мемел су се побунили против одлуке Друштва народа да област остане под француским мандатом.
- 1926 —  Абдул Азиз ибн Сауд проглашен је за краља Хеџаса, У Великој мошеји у Меки. Неџд, Хеџас и Асир које је под својом влашћу ујединила династија Саудита, постаће (уз још неке мање територије) саставни део новоформиране државе Саудијска Арабија. Породица Сауд владала је Ријадом у Неџаду од половине 18. века, с прекидима. После Првог светског рата припојили су Хеџас у ком се налазе највеће светиње ислама - Мека и Медина, да би почетком тридесетих оформили нову државу, највећу у Арабији.
- 1927 — Премијерно је приказан неми научно-фантастични филм Метрополис аустријског режисера Фрица Ланга.
- 1928 — Совјетска влада испунила налог Јосифа Стаљина и протерала из земље Лава Троцког, једног од најважнијих вођа Октобарске револуције и најзаслужнијих за стварање Совјетског Савеза. Троцки је убијен у избеглиштву у Мексику 1940, такође према Стаљиновом налогу.
- 1934 — У Немачкој погубљен Маринус ван дер Лубе пошто је проглашен кривим за паљење Рајхстага 27. фебруара 1933.
- 1941 — Други светски рат: Грчка војска осваја Клеисоура .
- 1943 — Други светски рат: Јединице Донског фронта Црвене армије су почеле уништавање опкољене немачке Шесте оклопне армије код Стаљинграда, након што је немачка команда одбила капитулацију.
- 1946 — У Лондону почела прва седница Генералне скупштине УН, чиме је Друштво народа званично престало да постоји.
- 1953 — Де Хевиланд Комета, први путнички млазни авион, распао се у ваздуху изнад Тиренског мора услед замора материјала.
- 1962 — Вештачки сателити: Аполо: НАСА је објавила планове за изградњу, Ц-5 ракете за лансирање возила, које су постале познате као Сатурн V Моон ракете, која су покренуле све Аполо мисије на месец.
- 1966 — Индија и Пакистан су потписали декларацију из Ташкента чиме је окончан Индијско-пакистански рат из 1965.
- 1969 — Шведска као прва западна земља успоставила дипломатске односе са Северним Вијетнамом.
- 1991 — Генерални секретар УН Хавијер Перез де Kуељар отпутовао у Багдад, али није успео да спречи Заливски рат, у којем су западне армије под вођством САД нанеле тежак пораз ирачкој армији, која је претходно окупирала Kувајт.
- 1994 — На самиту НАТО-а у Бриселу инициран је Програм Партнерство за мир (ПФП). У позиву за приступ Партнерству наглашено је да је НАТО отворен за чланство европским државама које су у стању да поштују начела Савеза и доприносе безбедности северноатлантске области.
- 1996 — Израел пустио из затвора стотине Палестинаца неколико дана уочи првих палестинских националних избора у Гази и на Западној обали.
- 1997 — 
  - Арнолдо Алеман постао председник Никарагве у првој демократској и мирној смени власти у модерној историји те земље.
  - Током антивладиних протеста у Софији демонстранти пробили полицијски кордон, упали у зграду Парламента и демолирали је.
- 1998 —Тероризам: Арапски терориста Ремзи Ахмед Јусеф осуђен на доживотну робију као организатор подметања експлозива 1993. године у Светски трговински центар у Њујорку, када је погинуло шест особа.
- 2001 — Бивша председница Републике Српске Биљана Плавшић предала се Међународном суду у Хагу пред којим је оптужена за геноцид и друге злочине почињене 1991. и 1992. током рата у Босни. Уз гаранције Владе Србије у септембру пуштена да се брани са слободе, а у октобру 2002. признала кривицу. Након признања кривице осуђена је 27. фебруара 2003. године на 11 година затвора и упућена на издржавање казне у Шведску. На слободи је од краја 2009. након две трећине одлежане робије.
- 2002 — Израелски тенкови и булдожери срушили 73 палестинске куће у Рафи, после напада наоружаних Палестинаца на израелске војнике.
- 2004 — САД су формално објавиле да је оборени ирачки председник Садам Хусеин, ухваћен 13. децембра 2003, непријатељски ратни заробљеник.
- 2007 — Удружење италијанских војника »Анавафал« саопштило је да је до краја 2006. умрло 50 војника који су служили у Босни и Херцеговини и на Косову, док их је око 200 тешко болесно. Верује се да су војници, већином оболели од рака зато што су у Босни и Херцеговини и на Косову дуже били изложени дејству осиромашеног уранијума. Из удружења »Анавафал« такође је наведено да је и један број деце војника који су дуже боравили на Балкану рођен с телесним недостацима.
- 2008 — Нови премијер Косова Хашим Тачи преузео је дужност и најавио скоро проглашење независности Косова, што се убрзо после тога и догодило.
- 2009 — Израелски тенкови зашли су дубоко у територију Газе, а Израел је запретио да ће интензивирати ваздушне и копнене нападе, упркос међународним позивима да обустави конфликте с милитантним Хамасом.
- 2012 — Тероризам: У бомбашком нападу на Јамруд у Пакистану усмрћено је најмање 30 људи, а повређено 78 особа.
- 2013 — Тероризам: Више од 100 људи је погинуло, а 270 повређено у неколико бомбашких експлозија у области Куетта у  Пакистану.

## Рођења
- 1857 — Ђорђе (Александров) Карађорђевић, пети син кнеза Александра и кнегиње Персиде Карађорђевић. (прем. 1888)
- 1902 — Добриша Цесарић, хрватски песник. (прем. 1980)[1]
- 1903 — Фламинио Бертони, италијански аутомобилски дизајнер, вајар и архитекта, конструктор Ајкуле и Спачека. (прем. 1964)[2]
- 1908 — Пол Хенрид, аустријско-британско-амерички глумац, редитељ, продуцент и сценариста. (прем. 1992)[3]
- 1909 — Павле Савић, српски физичар и хемичар. (прем. 1994)[4]
- 1916 — Ратко Дугоњић, правник, учесник Народноослободилачке борбе, друштвено-политички радник СФРЈ и СР БиХ, јунак социјалистичког рада и народни херој Југославије. (прем. 1987)
- 1926 — Маја Димитријевић, југословенска глумица. (прем. 1997)[5]
- 1938 — Доналд Кнут, амерички програмер и математичар.[6]
- 1942 — Волтер Хил, амерички редитељ, сценариста и продуцент.[7]
- 1944 — Вилијам Сандерсон, амерички глумац.
- 1945 — Род Стјуарт, енглески музичар, најпознатији као певач.[8]
- 1948 — Никола Плећаш, југословенски кошаркаш.
- 1948 — Бернар Тевене, француски бициклиста.[9]
- 1949 — Линда Лавлејс, америчка порнографска глумица. (прем. 2002)[10]
- 1949 — Џорџ Форман, амерички боксер. (прем. 2025)[11]
- 1952 — Илија Завишић, српски фудбалер и фудбалски тренер.
- 1953 — Пет Бенатар, америчка музичарка и глумица.[12]
- 1959 — Маурицио Сари, италијански фудбалски тренер.[13]
- 1960 — Маја Сабљић, српска глумица.[14]
- 1962 — Тим Хојт, амерички инвалид маратонац и тријатлонац којег је на такмичењима гурао отац Дик (Тим Хојт).
- 1965 — Дејан Јоксимовић, српски фудбалер.[15]
- 1970 — Алиса Марић, српска шахисткиња.[16]
- 1972 — Радован Ћурчић, српски фудбалер и фудбалски тренер.[17]
- 1980 — Сара Шахи, америчка глумица и модел.
- 1985 — Вукашин Алексић, српски кошаркаш.[18]
- 1988 — Мирослава Најдановски, српска пливачица.[19][20]
- 1990 — Стефан Шћеповић, српски фудбалер.[21]
- 1994 — Охи Омоиџуанфо, норвешки фудбалер.[22]
- 1994 — Џон Руиз, костарикански фудбалер.[23]
- 1999 — Мејсон Маунт, енглески фудбалер.[24]
- 2007 — Михајло Цветковић, српски фудбалер.

## Смрти
- 1862 — Самјуел Колт, амерички проналазач. (рођ. 1814)[25]
- 1778 — Карл фон Лине, шведски ботаничар и лекар. (рођ. 1707)[26]
- 1848 — Глигорије Возаровић је био први српски књижар и издавач. (рођ. 1790)[27][28]
- 1891 — Лаза Лазаревић, српски писац и лекар (рођ. 1851)[29]
- 1917 — Фредерик Коди, познат као Буфало Бил, јахач „Пони експреса“ (рођ. 1846)[30]
- 1918 — Константин Јиречек, чешки историчар. (рођ. 1854)[31]
- 1949 — Момчило Тапавица, архитекта и спортиста, први Србин учесник Олимпијских игара. (рођ. 1872)[32]
- 1951 — Синклер Луис, амерички књижевник, нобеловац. (рођ. 1885)[33]
- 1957 — Габријела Мистрал, чилеанска песникиња, добитница Нобелове награде за књижевност. (рођ. 1889)[34]
- 1965 — Властимир Павловић Царевац, виолиниста, руководилац Народног оркестра Радио Београда. (рођ. 1895)[35]
- 1971 — Коко Шанел, француска модна креаторка (рођ. 1883)[36]
- 1994 — Младен Ољача, књижевник, академик. (рођ. 1926)[37]
- 2007 — Карло Понти, италијански филмски продуцент (рођ. 1912)[38]
- 2016 — Дејвид Боуи, британски рок музичар, певач, композитор и глумац (рођ. 1947)[39]
- 2020 — Неда Арнерић југословенска и српска позната глумица (рођ. 1953)[40]

## Празници и дани сећања
- - Светих двадесет хиљада мученика никомидијских
  - Преподобног Симона Мироточивог, атоског, оснивача манастира Симонопетра
  - Свету мученицу Домну